# JNR DF50 sorozat
A JNR DF50 egy japán Bo-Bo-Bo tengelyelrendezésű tehervonati dízel-villamos mozdony sorozat. A JNR üzemelteti. Összesen 138 db készült belőle a Hitachi, a Kawasaki, a Kisha Seizō, a Mitsubishi, a Nippon Sharyō és a Toshiba gyáraiban.

### DF50-500

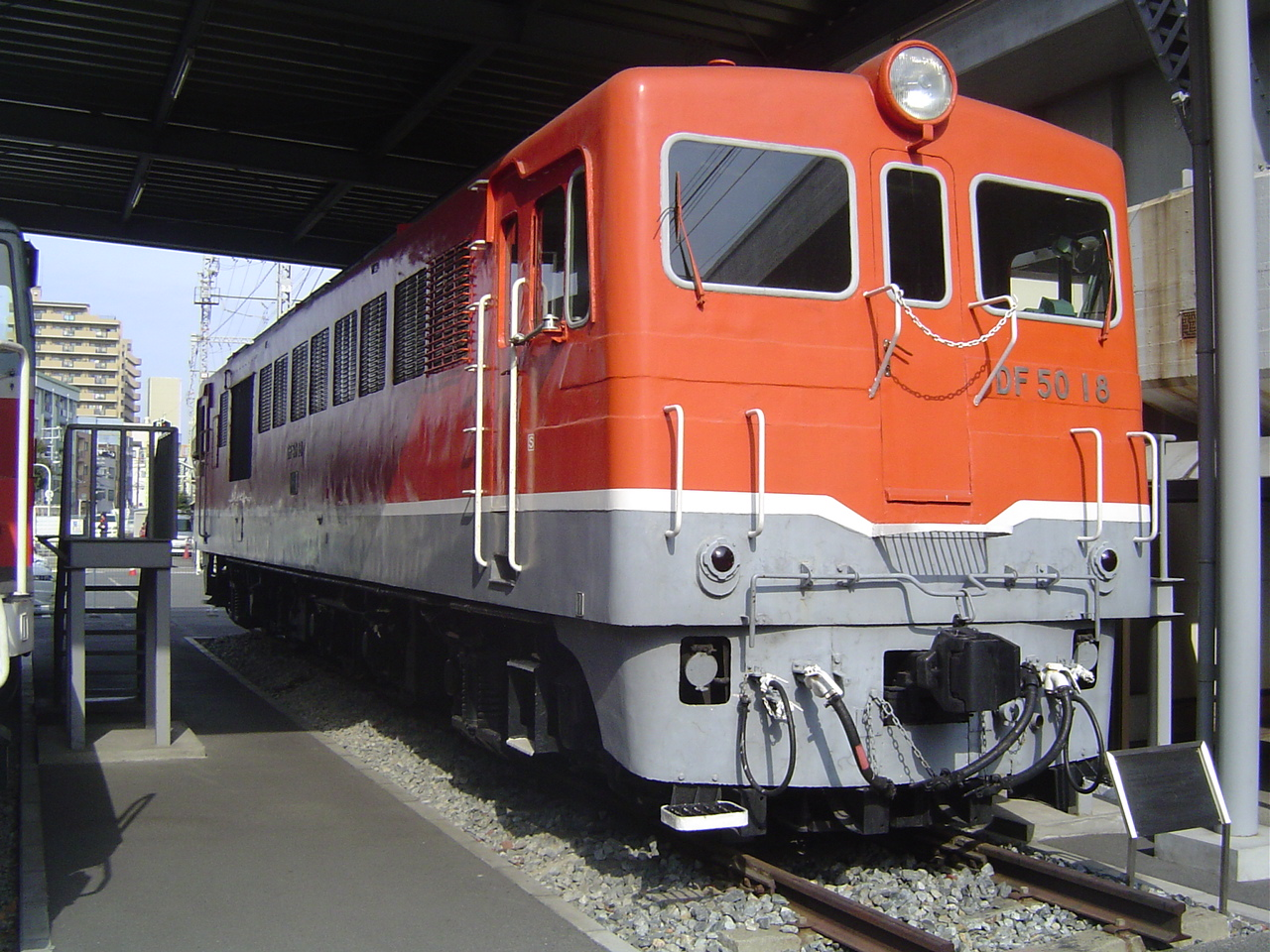
Megőrzött DF50 18 a Modern Transportation Museum Oszakában, 2007 január

## Megőrzött mozdonyok
- DF50 1
- DF50 4
- DF50 18: Modern Transportation Museum, Oszaka